# Homo Faber
Homo Faber (Em alemão: Homo Faber. Ein Bericht) é um romance do autor suíço Max Frisch, publicado pela primeira vez na Alemanha em 1957 e no Brasil em 1986. O romance é escrito como uma narrativa em primeira pessoa. O protagonista, Walter Faber, é um engenheiro de sucesso que viaja pela Europa e Américas em nome da UNESCO. Sua visão de mundo baseada na lógica, probabilidade e tecnologia é desafiada por uma série de coincidências incríveis, à medida que seu passado reprimido e ocorrências casuais se unem para quebrar sua ideologia severamente racional e tecnicamente orientada.

## Trama
Durante os anos 1930, Walter Faber, que trabalha no Instituto Federal Suíço de Tecnologia de Zurique (ETH Zurich), conhece a estudante de arte Hanna. Os dois se tornam amantes e um dia Hanna revela que está grávida. Faber pede que ela se case com ele, mas ela hesita. Faber recebe uma oferta da Escher Wyss para trabalhar em Bagdá e aceita; ele e Hanna se separam. Antes de sua partida, Faber pede ao seu amigo Joachim que cuide de Hanna, e Hanna concorda em abortar o filho deles.
Na primavera de 1957, Faber relata os acontecimentos de suas viagens pela América. Durante um voo de Nova York para o México, seu avião faz um pouso forçado no deserto. Na estadia seguinte, ele conhece Herbert, um alemão que acaba por ser irmão de Joachim, amigo de Faber. Faber não havia recebido notícias de seu amigo desde 1936. Faber decide acompanhar Herbert, que está indo visitar o irmão. Após uma odisseia pelo deserto, eles chegam à plantação de Joachim, mas encontram Joachim enforcado. Herbert decide ficar para trás e administrar a plantação.
Faber retorna à cidade de Nova York, mas se encontra com sua amante casada, Ivy. Procurando escapar de seu relacionamento com ela, Faber faz um cruzeiro não planejado para a Europa. Nessa jornada, ele conhece a jovem Sabeth, por quem se apaixona. Ele pede Sabeth em casamento no final da viagem, mas ela está viajando com um amigo. Faber e Sabeth se reencontram em Paris e Faber decide sair de férias e acompanhar Sabeth em uma viagem pela Europa, onde também iniciam uma relação sexual. Faber até chama a viagem de "lua de mel".
Por um pressentimento, ele pergunta a Sabeth o nome de sua mãe e ela responde "Hanna". Faber ainda espera que Hanna tenha realizado o aborto, mas logo descobre que Sabeth é sua filha. Na Grécia, onde Hanna vive agora, uma cobra venenosa pica Sabeth. Ela cai para trás depois de ver Walter sair nu do oceano e logo é levada às pressas ao hospital por Faber. Lá ele reencontra seu antigo amor, Hanna. Felizmente, Sabeth sobreviveu à picada de cobra. No entanto, ela morre repentinamente devido a uma fratura não tratada no crânio causada pela queda. Faber sente uma certa culpa por não ter mencionado a queda de Sabeth.
Atingido pela dor e pelo câncer de estômago, Faber percebe a beleza que perdeu e encontra a redenção em Hanna. No final da narrativa, Faber está no hospital enfrentando uma operação de câncer de estômago; ele calcula com otimismo a probabilidade de sua sobrevivência e faz sua última entrada no diário.

## Personagens
- Walter Faber é o protagonista de Homo Faber. Ele é um engenheiro e tecnólogo que trabalha para a UNESCO. Nascido e educado na Suíça, ele agora mora em um apartamento na cidade de Nova York, mas viaja muito a trabalho pela Europa e América do Sul. Walter nunca foi casado.
- Sabeth, ou Elisabeth, é a filha de 20 anos de Walter e Hanna. Nascida na Suíça, ela acredita que Joachim é seu pai. Ela fala inglês, alemão e francês.
- Hanna Piper (nascida Landsberg) é a mãe meio judia alemã de Sabeth. Anteriormente amante de Walter, ela se casou com Joachim e, mais tarde, com Herr Piper. Ela trabalha em um instituto de arte em Atenas, Grécia.
- Joachim Henke era amigo alemão de Walter, que estudava medicina. Ele se casou com Hanna, mas eles se separaram depois que ela se recusou a ter mais filhos com ele. Sabeth acredita que ele é o pai dela. Depois de se separar de Hanna, Joachim se juntou ao exército alemão e lutou na Segunda Guerra Mundial; Hanna e Sabeth nunca mais o viram. Décadas depois, ele se mudou para a Guatemala para administrar uma plantação de tabaco. Algumas semanas depois de chegar, ele cometeu suicídio.
- Herbert Henke é irmão de Joachim, que conhece Walter em um avião. Ele é empregado da mesma empresa que enviou Joachim para a Guatemala.
- Ivy é a amante americana casada de Walter, que vem a Nova York uma vez por semana para ver Walter e seu psiquiatra.

## Temas principais
Existem vários temas principais para o romance. O tema da tecnologia como filosofia descreve a crença de que tudo é possível e que a tecnologia permite que as pessoas controlem todos os aspectos de suas vidas. Essa visão é contrariada ao longo do romance por eventos. Problemas técnicas marcam pontos-chave na história (e na vida de Walter) até a próxima operação que ele menciona no final, que está implícita como resultado de sua morte.
A rejeição de Faber à literatura e a qualquer coisa que tenha a ver com mitos e artes também toca no tema do destino versus coincidência, que é proeminente na trama. Faber é alheio aos vários temas mitológicos e reviravoltas que aproximam sua história de uma tragédia moderna, mesmo quando ela se desenrola na Grécia e em Roma. Além disso, os eventos em Homo Faber são apresentados de forma a parecer uma série de coincidências resultando em um desfecho improvável ou uma sequência de ações e decisões predestinadas que levam a um resultado necessário. Essa dicotomia se reflete em uma série maior de aparentes antinomias: fé ou razão, conhecimento moderno ou crenças antigas, livre arbítrio ou predestinação. Walter nunca resolve esse conflito.
O tema da viagem desempenha um papel importante no romance. Usando vários meios de transporte, Walter está constantemente em movimento, visitando vários continentes, quase uma dúzia de países e dezenas de cidades, a negócios e a lazer. Essa viagem constante ressalta a sensação de deslocamento de Walter, que não possui uma família, casa ou país verdadeiros. Por meio de viagens, Walter é capaz de evitar conexões permanentes, escapar de responsabilidades e permanecer completamente desconhecido e sem julgamento.

## Histórico de publicação
Homo Faber foi publicado pela primeira vez em 1957 em Frankfurt, Alemanha por Suhrkamp Verlag. A primeira edição em inglês, traduzida por Michael Bullock, foi publicada em 1959 em Londres por Abelard-Schuman. O livro foi traduzido para vários idiomas e apareceu em várias edições, tanto em capa dura quanto em brochura.
A edição em português foi lançada em 1986 através da editora Guanabara.

## Estrutura da obra
Os acontecimento de Homo Faber não seguem uma ordem determinada, mas são compostos por vários flashbacks e flashforwards. A obra é estruturada em duas partes, conhecidas como 'Primeira etapa' e 'Segunda etapa':
- A primeira etapa é composta pela narração da história. Nela, são combinados flashbacks com previsões no tempo.
- A segunda etapa combina a narração da história com um diário que Walter Faber escreve durante sua estadia no hospital de Atenas. Nela, é narrado o que aconteceu após a morte de Sabeth. O leitor percebe o baixo estado de espírito do senhor Faber, devido ao fato anterior e ao fato de que começa a apresentar os primeiros sintomas de sua doença (o câncer). Por sua vez, no diário, ele dá detalhes de sua estadia no hospital, de como recebe a visita de Hanna todos os dias e realiza uma reflexão na qual se culpa pela morte de sua filha.

## Adaptações
O romance foi transformado em um filme de 1991, Voyager, dirigido por Volker Schlöndorff, e estrelado por Sam Shepard e Julie Delpy.